# Scoliacma albogrisea
Scoliacma albogrisea là một loài bướm đêm thuộc phân họ Arctiinae, họ Erebidae.